# 梅西爾馬拉松

相對於現代星座、黃道和銀河，以赤經和赤緯顯示的梅西耶天體圖。

梅西耶馬拉松通常是有組織的天文愛好者，企圖在一夜內尋找到尽可能多的梅西耶天體的活動。梅西耶目錄是法國天文學家梅西耶在18世紀編輯的，總共有110個相對較明亮的深空天體（星系、星雲和星團）。

## 何時何地可以進行
一個晚間能看見多少個梅西耶天體，只有幾個條件要考量：觀測者的位置、日夜的長短和季節（這是指梅西耶天體與太陽位置關係）。 

### 位置
由於梅西耶天体列表是在北半球編輯的，所以在南半球無法看見所有梅西耶天體，特別是梅西耶81、梅西耶82、梅西耶52和梅西耶103，因為她們都位在北緯60°或更北的地方。但也不是北半球的任何緯度都可以嘗試此活動，最適宜的是北緯25°為中心的帶狀區域，而且還要在一年之中選擇適當的時間。

### 季節
在北半球的低緯度，就以最適宜的北緯25°為例，也只有三月中旬至四月初的數星期較合適。在這個時段內，最適宜嘗試的夜晚是沒有月光的夜晚，也就是朔日的前後幾天，讓月光影響降至最低。

### 一年中其他日期
在其他時段只能嘗試不完整的馬拉松，實際能看見的梅西耶天體總數取決於地點和季節。更明確的說，在秋分前後也有一小段可以觀察到大部分梅西耶天體的時段。

## 馬拉松
標準的馬拉松觀測在日落之際就開始，經過整夜直到日出才能看遍這110個目標。被觀測的目標或多或少的都需要依照出沒在地平線上的順序，預先排好觀測次序。觀測者在日落時由西方的低空開始尋找即將西沉的目標，希望在它們西沉之前就能先看見，然後橫越天際逐漸轉向東方觀察。同樣的，在日出之前還要成功的找到才由東方升起仍在低空的幾個目標，也需要在天空變得明亮之前就找到。黃昏時的天氣狀況可以測試觀測者的體能、克制力和毅力；目標群聚的室女座星系團和銀河中心是挑戰觀測者對梅西耶天體是否熟知的區域，馬拉松的參予者必需妥為分配在這些區域中能使用的時間。

## 馬拉松的組織
典型的馬拉松組織是由地方性的天文社團以類似星空饗宴（Star party）方式進行，每年至少嘗試一次。有些團體會為參加者提供達成的觀測數量證明。

### 台灣
自2006年起，台北市天文協會與臺北市立天文科學教育館合作，共同在南台灣墾丁國家公園的貓鼻頭停車場舉辦台灣地區的梅西耶馬拉松競賽。2018年起, 嘉義市天文協會和嘉義林管處加入合作,改在阿里山的小笠原觀星平台舉辦。

### 中國大陆
2015年，由中國科學院國家天文台《中國國家天文》、台北市天文協會、雲南天文愛好者協會、雲南省天文協會聯合主辦2015梅西耶馬拉松交流會，於高美古天文台開啟了梅西耶馬拉松的活動。

## 梅西耶馬拉松的非難
當許多業餘天文愛好者沉醉於一場又一場的馬拉松挑戰時，也有人對此提出批評（非難），特別是這樣緊張的觀測比賽不能讓觀測者有時間享受學習與認識天體的樂趣（在春季的觀測窗口，平均每小時要搜尋到12個天體）。
擁護者則反駁說馬拉松是以衝刺的方式完成清單中的項目，而不是進行詳盡的研究；而且馬拉松能磨練觀測者的能力，有利於日後選擇一些特定的目標進行研究。另一個好處是觀測者能看完目錄中的每一個天體，否則在幾年或幾個月內也許都不會看遍。

## 其它
除了一夜看遍全部的梅西耶天體之外，還有在一年當中完成全部梅西耶天體攝影或描繪等，各種不同型態的梅西耶馬拉松。

## 外部連結
- 梅西耶馬拉松的主網頁
- Holding a Messier Marathon （页面存档备份，存于）
- Peoria Astronomical Society's tips for participating in a Messier Marathon （页面存档备份，存于）（包括準備的技巧與困難所在）
- Stargazer Online's Guide to the Messier Marathon （页面存档备份，存于）（包括具體的訊息和許多其他的觀測目標）
- TUMOL觀測手冊及軟體下載
- Cosmic Voyage's Messier Marathon Guide（將馬拉松分割成七個階段）
- Running the M-Cubed 梅西耶馬拉松的回顧（搜尋系列和小技巧）
- Saguaro Astronomy Club（最早推動梅西耶馬拉松的天文社團）
- 梅西耶馬拉松-快速搜尋策略 （页面存档备份，存于）（梅西耶馬拉松解析與實際觀測經驗分享）
- 台灣的梅西耶馬拉松競賽 （页面存档备份，存于）